# Appendicula weberi
Appendicula weberi är en orkidéart som beskrevs av Oakes Ames. Appendicula weberi ingår i släktet Appendicula och familjen orkidéer. Inga underarter finns listade i Catalogue of Life.